# Walter Bromme
Walter Julius Ernst Bromme (* 2. April 1885 in Berlin; † 30. März 1943 ebenda) war ein deutscher Komponist von Schlagern und Operetten.

## Leben
Über den Werdegang Brommes ist wenig bekannt. 1925 war er Direktor des Berliner Theaters in der Charlottenstraße 90-92. Im 1936 erschienenen Tonkünstler-Lexikon von Frank und Altmann ist vermerkt: Verweigert Angaben über sich. Auch in den Nachfolgebänden fehlt Bromme vollständig, wie auch in fast allen anderen einschlägigen Nachschlagewerken. Lediglich in der MGG finden sich verstreut Hinweise auf seine Werke sowie in den Bibliothekskatalogen.
Allerdings war er als Operettenkomponist durchaus erfolgreich, wie die zahlreichen veröffentlichten und auch gespielten Operetten zeigen. Diverse Titel aus den von ihm vertonten Operetten waren Hits in den 1920er und 1930er Jahren, möglicherweise hat er auch einzelne Titel als Schlager veröffentlicht.
Zeitweilig war er Direktor des Metropoltheaters in Berlin, wo er in der Spielzeit 1923/24 nur seine eigenen Operetten auf den Spielplan setzte (Schönste der Frauen; Karneval der Liebe; Mascottchen; Tausend süße Beinchen).

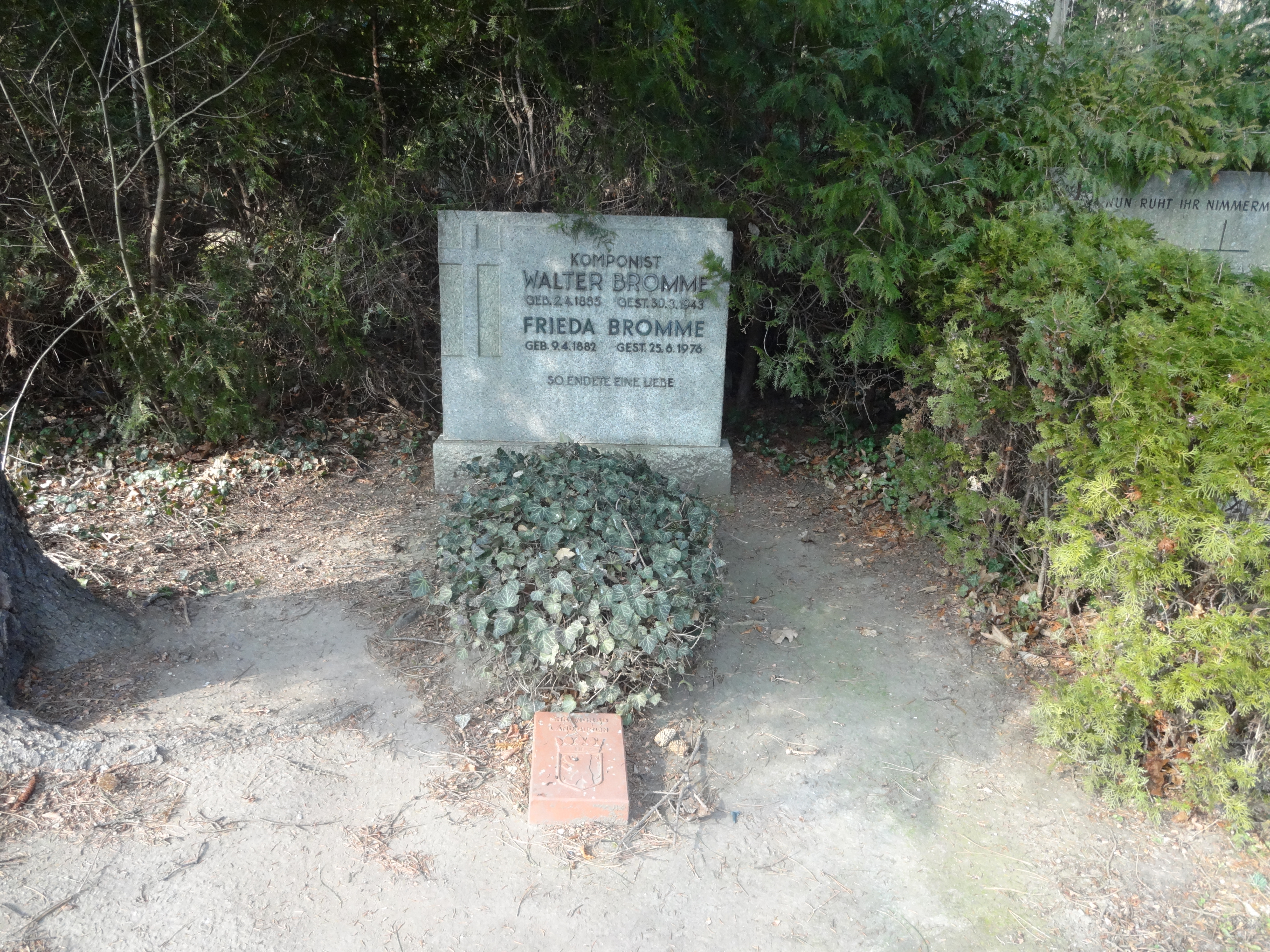
Grabstätte

Bromme verstarb 1943 in Berlin und ist dort in einem Ehrengrab der Stadt Berlin auf dem Emmaus-Friedhof an der Hermannstraße begraben.

## Werke

### Operetten
- Heiratsfieber. Posse mit Gesang von Walter Berg. (UA 1. Dezember 1915, Breslau).
- „Marie-Louise“ Operetten-Revue in 12 Bildern; Spielleitung Willy Tholen, Musikalische Leitung Hans Wenzel. Walhalla-Theater Dr. Gustav Schenck, Berlin, Weinbergsweg 19, um 1915

- Mäuschen. Militärschwank mit Gesang und Tanz von Karl Müller-Malberg. Gesangstexte von Will Steinberg. Musik von Walter Bromme. Berlin: Kollo-Verlag 1917.

- Das Märchen vom Glück. Operette von Max Neal. Berlin: Richard Rühle, 1917.

- Die Kinopuppe. Posse in 3 Akten von Leonhard Haskel. Gesangstexte von Will Steinberg. Musik von Walter Bromme. Berlin: Bühnenverlag Ahn & Simrock, um 1917.
  - Ich bin dein Mädel. Marsch
  - Dickerchen, benimm dich! Rheinländer

- Das ist die Liebe. Operettenposse in 3 Akten von Hugo Döblin. Berlin, Berliner Schlager Verlag, Imperator, um 1917
- Die ist richtig...! Gr. Posse mit Gesang und Tanz in 3 Akten v. Dr. Arthur Lippschitz, Gesangstexte v. Will Steinberg, Berliner Schlager Verlag, Imperator, um 1917
- Prinzenliebe. Operette in 3 Akten von Gebhard Schätzler-Perasini. Gesangstexte von Will Steinberg. Musik von Walter Bromme. Berlin: Pegasus Theater- u. Musik-Verl, 1919.

- Die Dame im Frack. Vaudeville in 3 Akten von Pordes-Milo (Pseudonym von Alexander Siegmund Pordes). Gesangstexte v. Will Steinberg. Berlin: Imperator, 1919.
  - Liebling von Toledo ! Paso doble
  - Wer ist heut Nacht mein Cavalier ?

- Eine Nacht im Paradiese. 1920.[2] (UA 30. April 1920, Berlin).
  - Kleine Mädchen brauchen Liebe. Dreiklang-Dreimasken, Bühnen- und Musikverlag, ca. 1975.

- Schäm' dich, Lotte! Operette in 3 Akten von Georg Okonkowski u. Will Steinberg. Musik von Walter Bromme. (1921)
  - Schäm dich, Lotte.[3]
  - Wer ein Mädel liebt und küßt es nicht![2]
  - Mensch, sei helle, bleib Junggeselle.[3]

- Mascottchen. Operette in 3 Akten von Georg Okonkowski. Gesangstexte von Will Steinberg. Musik von Walter Bromme. Drei-Masken-Verlag, Berlin 1921.
  - Bist du glücklich, Schatz.[3]
  - Es gibt im Leben manches Mal Momente (Text: Georg Okonkowski)[2]
  - Dazu sind die Mädels da.[3]

- Madame Flirt. Operette in 3 Akten von Georg Okonkowski und Will Steinberg. Musik von Walter Bromme. (UA 15. April 1922, Berlin)[3]
  - Frauen sind wunderbare Wesen
  - Erst kommt der Frühling, dann kommt die Liebe.
  - Das kannst Du machen, Kind, wenn wir geschieden sind.

- Die Schönste der Frauen. Operette in 3 Akten von Richard Kessler u. Will Steinberg. Musik von Walter Bromme. Berlin: Drei-Masken-Verlag 1923
  - Mensch sei frech dann hast du Chancen.
  - Zur Liebe gehören zwei.

- Carneval der Liebe. Operette in 3 Akten von Friedrich Stein und Will Steinberg. Ca. 1924.
  - Mädel und Soldat. Marschlied aus der Operette.
  - Wenn ein Mädel die Liebe nicht versteht.
  - Dir fehlt zum Glück… Java Dance.

- Messalinette. Operette in 3 Akten von Richard Bars und Pordes-Milo. Musik von Walter Bromme. Nach der Inszenierung von Karl Neisser. Berlin: Edition Vuvag 1925.
  - Gnädige Frau, Sie müssen mir gestatten.

- Tausend süsse Beinchen. Ausstattungs-Revue von Georg Okonkowski und Will Steinberg. Musik von Walter Bromme. Berlin: Edition Vuvag 1925. (UA 28. März 1926, Berlin)
  - Mein Freund, was sind denn das für Sachen ?
  - Frag' nicht danach, ob es Sünde

- Miss Amerika. Das Abenteuer einer jungen Dame in drei Akten v. Georg Okonkowski u. Will Steinberg. Gesangstexte v. Kurt Schwabach. Musik von Walter Bromme (1926)
  - Herzen die bei Nacht sich finden, Fox-Trot a. d. Operette.[2] (UA 20. August 1926, Berlin).
  - Du, nur du bist schuld daran.

- Donnerwetter – ganz famos. Burleske Operette in drei Akten mit autorisierter Benutzung eines vorhandenen Stoffes von Richard Keßler und Will Steinberg. Musik von Walter Bromme. Uraufführung Berlin 1926 (Theater unbekannt).[4]

- Heute Nacht -Eventuell. Musikalischer Schwank von Fritz Friedmann-Frederich. (UA 25. Dezember 1927, Berlin)

- Die Hotelratte. Drei Akte aus dem Eheleben einer kleinen französischen Stadt. Von Fritz Friedmann-Frederich. Gesangstexte von Richard Rillo. Musik von Walter Bromme mit einer Einlage von Gerard Jacobson. Berlin: Rondo-Verlag 1927.

- Die Sechser-Operette. Musikalischer Schwank in 3 Akten von S. de Buillet. Bearb.: Felix Basch. Gesangstexte: Kurt Schwabach. Musik von Walter Bromme. (UA Dezember 1928, Berlin)

- Spiel' nicht mit der Liebe. Lustspiel mit Musik in drei Akten. Von Richard Keßler. Musik von Walter Bromme. Berlin: Dreiklang-Verl., 1934. (UA 4. Oktober 1934, Berlin)

- Ball an Bord. Operette in 3 Akten (9 Bildern) von Richard Keßler. Gesangstexte von Bruno Balz. Musik von Walter Bromme. Berlin: Dreiklang-Verlag 1935.

- Man soll keine Briefe schreiben! Lustspiel mit Musik in 3 Akten von Richard Keßler. Nach einem älteren Lustspiel neu erzählt. Musik von Walter Bromme. Berlin: Dreiklang-Dreimasken-Verl. 1941.

### Einzelschlager
- Wenn die Liebe nicht wär…. Text und Musik von Walter Bromme. Berlin: Rühle, ca. 1915[5]

### Tondokumente
- aus „Die Kinopuppe“ (W. Bromme)[6]
  - Einmal möcht’ ich küssen dich, Lied aus „Die Kinopuppe“ (W. Bromme – W. Steinberg) Emil Severin, Bariton, mit Orchesterbegleitung. Beka Nr. 30 210
  - Die Tage der Liebe. Walzer aus „Die Kinopuppe“ (W. Bromme – W. Steinberg) Emil Severin, Bariton, mit Orchesterbegleitung. Beka Nr. 30 211
  - Ich bin dein Mädel. Marsch aus „Die Kinopuppe“ (W. Bromme – W. Steinberg) Emil Severin, Bariton, mit Orchesterbegleitung. Beka Nr. 30 212
  - Dickerchen, benimm dich! Rheinländer aus „Die Kinopuppe“ (W. Bromme – W. Steinberg) Emil Severin, Bariton, mit Orchesterbegleitung. Beka Nr. 30 213

- aus „Die Dame im Frack“ (W. Bromme):
  - Liebling von Toledo! Two-Step a.d.Optte „Die Dame im Frack“ (W. Bromme) Marek Weber und sein Orchester vom „Esplanade“ Berlin. Parlophon P.1048-I (mx. Z 2519) aufgen. 26. September 1919
  - Wer ist heut nacht mein Kavalier? Shimmy-Lied a.d.Optte „Die Dame im Frack“ (W. Bromme – W.Steinberg) „Odeon-Orchester“ mit Gesang. Odeon 311 374 (xBe 2057)

- aus „Mascottchen“ (W. Bromme):
  - Es gibt im Leben manches Mal Momente, aus „Mascottchen“ (Operette von Walter Bromme und Georg Okonkowski. Gesangstexte von Will Steinberg) “Vox”-Orchester mit Gesang. Vox 1133 (mx. 671 B)[7]
  - Bist du glücklich, Schatz? aus „Mascottchen“ (Operette von Walter Bromme und Georg Okonkowski. Gesangstexte von Will Steinberg) Tanz-Orchester “Metropol”. Polyphon 30 097 (27 884)(mx. 1 at)

- aus „Schäm dich, Lotte!“ (W. Bromme):
  - Mensch, sei helle, bleib' Junggeselle! Lied aus „Schäm dich, Lotte!“ (W. Bromme – W. Steinberg) „Star-Orchester“ mit Refraingesang. STAR RECORD 5344
  - Wer ein Mädel liebt und küßt es nicht. Lied aus „Schäm dich, Lotte!“ (W. Bromme – W. Steinberg) „Star-Orchester“ mit Refraingesang. STAR RECORD 5345

- aus „Madame Flirt“ (W. Bromme):
  - Frauen sind wunderbare Wesen, aus „Madame Flirt“ (W. Bromme) “Vox” Tanz-Orchester. Vox 01157 (mx.)[8]
  - Erst kommt der Frühling, dann kommt die Liebe. Shimmy aus „Madame Flirt“ (W. Bromme) Kapellmeister [Samuel] Stern mit seiner Künstlerkapelle vom Hotel Adlon, Berlin. Polyphon 50 330 / 100 537 (mx. 677 av)
  - Das kannst du machen, Kind, wenn wir geschieden sind! Shimmy aus „Madame Flirt“ (W. Bromme) Kapellmeister [Samuel] Stern mit seiner Künstlerkapelle vom Hotel Adlon, Berlin. Polyphon 50 330 / 100 538 (mx. 675 av)

- aus „Die Schönste der Frauen“ (W. Bromme):
  - Mensch, sei frech, dann haste Chancen. One-Step a.d.Optte „Die Schönste der Frauen“ (W. Bromme). Marek Weber und sein Orchester vom „Esplanade“ Berlin. Parlophon P.1477-I (mx. Z 6282)
  - Zur Liebe gehören zwei. Fox-Shimmy a.d.Optte „Die Schönste der Frauen“ (W. Bromme). Marek Weber und sein Orchester vom „Esplanade“ Berlin. Parlophon P.1477-II (mx. Z 6283)

- aus „Carneval der Liebe“ (W. Bromme):
  - Wenn ein Mädel die Liebe nicht versteht, Lied aus „Carneval der Liebe“ (W. Bromme) Tanz-Orchester Bernard Etté, Vox 01569 (mx.)[9]
  - Dir fehlt zum Glück…, Java Dance aus „Carneval der Liebe“ (W. Bromme) Tanz-Orchester Bernard Etté, Vox 01569 (mx.)[10]

- aus „Tausend süße Beinchen“ (W. Bromme):
  - Mein Freund, was sind denn das für Sachen? Foxtrot a.d.Optte „Tausend süße Beinchen“ (W. Bromme) Efim Schachmeister mit seinem Künstler-Ensemble vom Pavillon Mascotte Berlin. Grammophon 19 345 (mx. 1214 av)
  - Frag' nicht danach, ob es Sünde. Foxtrot Foxtrot a.d.Optte „Tausend süße Beinchen“ (W. Bromme) Efim Schachmeister mit seinem Künstler-Ensemble vom Pavillon Mascotte Berlin. Grammophon 19 345 (mx. 1215 av)

- aus „Miss Amerika“ (W. Bromme):
  - Herzen, die bei Nacht sich finden. Blues a.d.Optte „Miss Amerika“ (W. Bromme – K. Schwabach) Hans Schwarz, Tenor, mit Paul-Godwin-Ensemble. Grammophon 20 745 (mx. 222 bd) – 1926
  - Du allein bist schuld daran. Foxtrot a.d.Optte „Miss Amerika“ (W. Bromme – K. Schwabach) Hans Schwarz, Tenor, mit Paul Godwin-Ensemble. Grammophon 20 745 (mx. 223 bd) – 1926

Liedschlager:
- Wenn die Liebe nicht wär'. Lied (MuT Walter Bromme). August Bockmann, Tenor mit Orchester. Grammophon 13 579 (mx. 18 025 L) – 1916
- Wenn die Liebe nicht wär’. Lied (MuT Walter Bromme). „Favorite-Orchester“ mit Gesang. Favorite 1-012 501